# Oscar Sjöstedt
Per Oscar Evert Sjöstedt, född 6 februari 1981 i Sankt Görans församling i Stockholm, är en svensk politiker (sverigedemokrat). Han är ordinarie riksdagsledamot sedan 2014, invald för Västmanlands läns valkrets sedan 2018 (dessförinnan invald för Södermanlands läns valkrets 2014–2018).

## Biografi
Sjöstedt föddes 1981 i Sankt Görans församling i Stockholm. Han studerade från 1997 till 2000 vid Kungsholmens gymnasium och från 2001 till 2005 vid Stockholms universitet. Sjöstedt har en kandidatexamen i nationalekonomi från Stockholms universitet.

### Politisk karriär
Sjöstedt grundade SDU:s lokalavdelning i Stockholm och han utsågs till SDU:s representant i moderpartiets styrelse för Stockholms län 2006. Sedan 2015 är han ledamot i Sverigedemokraternas partistyrelse. 
Sjöstedt är riksdagsledamot sedan valet 2014. Han är ledamot i finansutskottet och krigsdelegationen sedan 2014. Sjöstedt var ledamot i riksbanksfullmäktige 2014 samt har varit suppleant i bland annat konstitutionsutskottet och skatteutskottet.
Han utsågs till Sverigedemokraternas ekonomisk-politiske talesman under våren 2014, efter att han arbetat på Sverigedemokraternas riksdagskansli som anställd tjänsteman. Sjöstedt är ledamot i förvaltningsstiftelsen för Sveriges Radio AB (Sveriges Radio), Sveriges Television AB (SVT) och Sveriges Utbildningsradio AB (UR).

### Kritik
Sjöstedt uppmärksammades i svenska massmedia i oktober 2016 efter att en video från en fest 2011 läckt ut där han skrattande berättade hur några nazister han arbetat tillsammans med sparkat på döda får och låtsats att de varit judar. Sjöstedt själv menade att han skrattade mer åt "knäppgökarna som jag berättar om än åt något annat". Senare samma månad publicerades uppgifter om att han under sin tid som Stockholmsordförande för SDU skall ha närvarat vid en spelning arrangerad av det nazistiska nätverket Info-14.
I november 2022 visade Uppdrag granskning att Sjöstedt sedan 2016 varit folkbokförd i ett fritidshus, samtidigt som han behållit sin bostadsrätt i Stockholm. Upplägget innebar att Sjöstedt fick utbetalt traktamente och bostadskostnader för bostaden i Stockholm samt resor till fritidshuset. Samtliga inkomster var skattefinansierade, vilket ledde till kritik mot Sjöstedt.